# The Double
 For alternative betydninger, se The Double (flertydig). (Se også artikler, som begynder med The Double)
The Double er en term inden for fodbold, der betegner, at en klub vinder både det nationale mesterskab og den fornemste nationale pokalturnering i samme sæson.

## The Double i Danmark
I Danmark opnås The Double af det hold, der vinder både Danmarksmesterskabet i fodbold og DBU Pokalen.
Igennem den danske fodboldhistorie er det kun overgået fem klubber at vinde The Double i Danmark. F.C. København har som den eneste danske klub opnået The Double seks gange (2004, 2009, 2016, 2017, 2023 og 2025) og har som den eneste klub opnået The Double to år i træk. AGF var det første holdt der hentede The Double tre gange, nemlig i 1955, 1957 og sidst i 1960. To hold har hentet The Double 2 gange, Vejle Boldklub i 958 og i 1972 og Brøndby IF i 1998 og i 2005. AaB har vundet The Double en gang, da de i 2014 sikrede sig mesterskabet i 32. runde og slog FC København i pokalfinalen kun fem dage senere.
| Hold         | Antal | Årstal                               |
| ------------ | ----- | ------------------------------------ |
| FC København | 6     | 2004, 2009, 2016, 2017, 2023 og 2025 |
| AGF          | 3     | 1955, 1957, 1960                     |
| Vejle BK     | 2     | 1958, 1972                           |
| Brøndby IF   | 2     | 1998, 2005                           |
| AaB          | 1     | 2014                                 |

## The Double i andre ligaer

### England
I England består The Double i at vinde Football League First Division (1888–1992)/Premier League (1992–i dag) og  FA Cup'en. I alt otte klubber har præsteret dette. 
| Klub              | Antal | Sæson                     |
| ----------------- | ----- | ------------------------- |
| Manchester United | 3     | 1993–94, 1995–96, 1998–99 |
| Arsenal           | 3     | 1970–71, 1997–98, 2001–02 |
| Manchester City   | 2     | 2018–19, 2022-23          |
| Preston North End | 1     | 1888–89                   |
| Aston Villa       | 1     | 1896–97                   |
| Tottenham Hotspur | 1     | 1960–61                   |
| Liverpool         | 1     | 1985–86                   |
| Chelsea           | 1     | 2009–10                   |

- Preston North End vandt i 1889 The Double uden at tabe en eneste kamp i hele sæsonen og uden at der blev scoret mål på dem i FA Cup'en.
- Manchester United har vundet The Double tre gange i 1990'erne og en "Continental treble" i 1998–99, hvor de også vandt Champions League.
- Manchester City vandt The Double i 2018-19 som en del af den første "Domestic treble" (liga, FA Cup og EFL Cup for en engelsk klub nogensinde. Deres "The Double" i 2022-23 var en del af The Treble, da holdet også vandt Champions League.

### Italien
Fem italienske klubber har vundet The Double (vinder af Serie A og Coppa Italia) i alt 11 gange.
| Klub           | Antal | Sæson                                                |
| -------------- | ----- | ---------------------------------------------------- |
| Juventus       | 6     | 1959–60, 1994–95, 2014–15, 2015–16, 2016–17, 2017–18 |
| Internazionale | 2     | 2005–06, 2009–10                                     |
| Torino         | 1     | 1942–43                                              |
| Napoli         | 1     | 1986–87                                              |
| Lazio          | 1     | 1999–2000                                            |

Note: Inter blev nr. 3 i Serie A i sæsonen 2005–06, men blev mester, som den højst rangerede klub, der ikke var involveret i fodboldskandalen, Calciopoli. Inters Double i 2010 var en del af klubbens The Treble, da de også vandt UEFA Champions League samme år.

### Spanien
Fire spanske klubber har vundet The Double (Doblete), La Liga og Copa del Rey.
| Klub            | Antal | Sæson                                                                  |
| --------------- | ----- | ---------------------------------------------------------------------- |
| Barcelona       | 8     | 1951–52, 1952–53, 1958–59, 1997–98, 2008–09, 2014–15, 2015–16, 2017–18 |
| Athletic Bilbao | 5     | 1929–30, 1930–31, 1942–43, 1955–56, 1983–84                            |
| Real Madrid     | 4     | 1961–62, 1974–75, 1979–80, 1988–89                                     |
| Atlético Madrid | 1     | 1995–96                                                                |

Note: Barcelonas double i 2009 og 2015 Doubles var en del af klubbens The Treble, da klubben også vandt UEFA Champions League disse år.

### Tyskland

#### Mellemkrigstiden
Tyskland påbegyndte i 1935 en pokalturnering, der havde navnet Tschammer-Pokal opkaldt efter Tysklands sportsminister  Hans von Tschammer und Osten. Mellem 1935 og pokalturneringens ophør i 1944 grundet 2. verdenskrig, blev The Double alene vundet én gang.
- Schalke 04 – 1937

#### Efter indførelse af Bundesligaen
Pokalturneringen blev genoptaget i 1953 under navnet DFB-Pokal og i mange år efter dannelsen af Bundesligaen i 1963 opnåede ingen klub at vinde The Double.
Første klub til at vinde den moderne The Double var FC Bayern München i 1969. Klubben har siden vundet The Double 13 gange. 
| Klub              | Antal | Sæson |
| ----------------- | ----- | --- |
| FC Bayern München | 13    | 1968–69, 1985–86, 1999–2000, 2002–03, 2004–05, 2005–06, 2007–08, 2009–10, 2012–13, 2013–14, 2015–16, 2018–19, 2019–20 |
| 1. FC Köln        | 1     | 1977–78 |
| Werder Bremen     | 1     | 2003–04 |
| Borussia Dortmund | 1     | 2011–12 |

Note: FC Bayern Münchens The Double i 2013 og 2020 var en del af klubbens to The Treble, hvor de også vandt UEFA Champions League.

#### DDR (ophørt)
Efter 2. verdenskrig blev i 1947 i den sovjetiske besættelseszone og senere i DDR oprettet DDR-Oberliga og i 1949 igangsat pokalturneringen FDGB-pokal. Pokalturneringen blev ikke afviklet i 1950–51, 1952–53 og 1960–61. The Double blev opnået fem gang i DDR:
- Dynamo Dresden (3) – 1971, 1977, 1990
- BFC Dynamo – 1988
- Hansa Rostock – 1991